# Angelo Giovanni Lomellino
Angelo Giovanni Lomellino fue el último podestà de Pera entre 1452 y 1453.
La ciudad de Pera era una colonia genovesa asentada en la costa norte del Cuerno de Oro frente a Constantinopla. Fue cuando esta última fue tomada por las tropas otomanas dirigidas por Mehmed II que Giovanni Lomellino era podestà.

## También es conocido como Angel kkas
De acuerdo con las órdenes recibidas de Génova, Lomellino mantuvo una prudente neutralidad hacia los otomanos aunque que un buen número de sus habitantes participara en la defensa de Constantinopla. También permitió a los bizantinos colgar la cadena que impedía la entrada al Cuerno de Oro en los muros de Pera.
Sin embargo, la ciudad también era un nido de espías y Lomellino fue acusado de haber enviado a un residente de Pera para advertir a Mehmed II del ataque sorpresa planeado por los bizantinos para destruir la flota otomana anclada en el Cuerno de Oro.
Esta confusión se vio amplificada por la fusión que se ha hecho entre Angelo Zaccaria (el traidor en cuestión) y Angelo Lomellino debido a su nombre común.
Sin embargo, esta acusación parece infundada. De hecho, en una carta que Lomellino envió el 23 de junio de 1453 a Génova después de la caída de Constantinopla, expresó una profunda consternación. Esto está más que justificado ya que después de la caída de la ciudad, Mehmed II rápidamente se interesó por Pera.
Desde el 29 de mayo, día de la toma de la capital bizantina, Lomellino envió una embajada cargada de regalos y las llaves de Pera a Mehmed II; quería costa evitar a toda un saqueo regular de la colonia genovesa. El mismo día, el sultán mando a Zağanos Pasha a Pera, donde proclamó la soberanía de Mehmed sobre la ciudad genovesa. Sin embargo, muchos de sus habitantes huyeron aprovechando la noche. Mehmed II estaba particularmente irritado por este gesto y recordó que podría considerar como enemigos a los habitantes de Pera ya que habían participado en la defensa de Constantinopla. Sin embargo, los embajadores de la ciudad lograron garantizar la seguridad de los residentes y sus bienes.
En esta fecha, parece que Lomellino dejó su puesto de podestà. Según sus escritos, renunció por su cuenta, sin embargo, Laónico Calcocondilas afirma que el sultán envió a un gobernador para reemplazar al podestà desde el 29 de mayo. De cualquier manera, la proclamación de la soberanía otomana puso fin al mandato de Lomellino. Este último todavía permanecía en Pera, que se había convertido en una simple ciudad otomana, hasta su regreso a Génova en septiembre de 1453.
La carta del 23 de junio de 1453 de Lomellino, titulada Epistula de Constantinopoleos Excidio, que informa a las autoridades genovesas de los acontecimientos de Constantinopla es una fuente que los historiadores utilizan a menudo en el estudio de la caída de la capital bizantina.